# Mwai Kibaki
Mwai Emilio Stanley Kibaki (Gatuyaini (Othaya, Nyeri, Kenia), 15 november 1931 – Nairobi, 21 april 2022) was een Keniaans politicus. Van 30 december 2002 tot 9 april 2013 was hij de derde president van Kenia. 

## Biografie
Kibaki hoort bij het volk van de Kikuyu en werd in het dorpje Gatuyaini, in Othaya, in het district Nyeri aan de voet van de Mount Kenya geboren. In zijn jeugd werd hij door een Italiaanse missionaris gedoopt tot Emilio Stanley, maar later gebruikte hij deze naam nog maar zelden.
Kibaki studeerde economie in Groot-Brittannië en Oeganda. Toen Kenia in 1963 onafhankelijk werd, kwam hij in het parlement. Vanaf 1966 was hij minister van Economische Zaken, vanaf 1969 van Financiën. Na de dood van president Jomo Kenyatta werd hij onder diens opvolger vicepresident (1978 – 1988) en minister van Financiën (1978 – 1981), minister van Binnenlandse Zaken (1982 – 1988) en minister van Gezondheidszorg (1988 – 1991). Toen in dat jaar het eenpartijstelsel werd afgeschaft, richtte hij een eigen partij op, de Liberaal-Democratische Partij. In 1992 en 1997 was hij tegenkandidaat bij de presidentsverkiezingen.
Kibaki werd in 2002 kandidaat gesteld voor de presidentsverkiezingen door een bonte coalitie van oppositiepartijen. De regeringspartij KANU had de zoon van de "vader des vaderlands" Uhuru Kenyatta naar voren geschoven. Maar na de lange regering van Daniel arap Moi was de bevolking de corruptie en de autoritaire regeerstijl zat. Kibaki won en Kenia raakte in een vrijheidsroes. De pers ging op zoek naar fraudeurs en de bevolking nam regelmatig het recht in eigen hand. Kibaki liet het gebeuren maar trok na een jaar de touwtjes weer aan.
De afspraak binnen de coalitie om een nieuwe grondwet te schrijven met als uitgangspunt het parlementaire stelsel, werd echter door Kibaki niet nagekomen. De door hem benoemde corruptiebestrijder John Githongo werd gedwarsboomd, trad af en vluchtte naar Engeland. 
Wel was in de eerste jaren van Kibaki's regering sprake van een economische opbloei. Hij liberaliseerde de economie en maakte vrienden bij het bedrijfsleven, met name bij zakenlui uit zijn eigen Kikuyu-gemeenschap. De kliek om hem heen werd ook wel de "Mount Kenya Mafia" genoemd.
Bij de volgende verkiezingen in december 2007 stelde coalitiegenoot Raila Odinga zich tegenkandidaat. Toen bij het tellen van de stemmen Odinga aan kop ging, werd het tellen gestaakt. Toen dat na enige tijd werd hervat, lag Kibaki ineens aan de leiding en snel liet hij zich beëdigen. Gevolg was een korte stammenstrijd tussen de Kikuyu van Kibaki en de Luo van Odinga, waarbij naar schatting duizend doden vielen. Door bemiddeling van VN-secretaris Kofi Annan kwam het in februari 2008 tot een machtsdeling, waarbij Kibaki president bleef en Odinga premier werd.
In april 2013 droeg Kibaki het presidentschap over aan zijn opvolger Uhuru Kenyatta. 
Kibaki kampte al langer met gezondheidsproblemen en overleed op 90-jarige leeftijd.
- Gemeinsame Normdatei: 129084581
- International Standard Name Identifier: 0000 0000 7871 7598
- Library of Congress Control Number: n99907671
- SNAC: w60c674k
- Virtual International Authority File: 77383504
- WorldCat: E39PBJqW3khWY4TJJyRx3xTfv3